# The Book of Mormon
A The Book of Mormon (magyarul: A Mormon könyve) Trey Parker (South Park), Robert Lopez (Avenue Q) és Matt Stone (South Park) 2011-ben bemutatott vallási szatíramusicalje. Hőse két fiatal mormon misszionárius, akiket Uganda északi, veszélyes területére küldenek: a kis faluban egy véreskezű hadúr tartja rettegésben a lakosságot. A misszionáriusok a maguk naiv és optimista módján próbálják terjeszteni hitüket, és választ adni a bennszülöttek valódi problémáira, mint éhínség, szegénység, AIDS, vagy a nők megcsonkítása.

## Szereplők
- Andrew Rannells[1] – Kevin Price elder, mormon hittérítő, akit – bár Orlandóba szerette volna – Ugandába küldenek
- Josh Gad – Arnold Cunningham elder, mormon hittérítő, aki teológiai hiányosságait a Star Wars és A Gyűrűk Ura szereplőivel és helyszíneivel pótolja ki
- Michael Potts – Mafala Hatimbi, az ugandai törzs tagja, Price és Cunningham vezetője
- Nikki M. James – Nabulungi, Hatimbi lánya
- Rory O'Malley – McKinley elder, az ugandai mormon misszionáriusok egyik vezetője
- Brian Tyree Henry – Butt-Fucking Naked tábornok, az ugandai falu gyilkos kedvű ura
- Lewis Cleale – a misszionáriusok vezetője

## Cselekmény

### Első felvonás
A Utah állambeli Provóban, a mormon misszionáriusképző központban a lelkes, magabiztos elder, Kevin Price és csoporttársai a házról-házra járó hittérítést gyakorolják („Hello”). A tanulók egyike Arnold Cunningham, aki félénk, bizonytalan, túlsúlyos lódító, és a hittérítésben teljesen reménytelen. Price úgy gondolja, ha elég jól imádkozik, a floridai Orlandóba küldik („Two By Two”), azonban Cunninghammel együtt Afrikába, Ugandába kell mennie. Miután búcsút vettek családjaiktól, a két misszionárius repülőgépre száll Salt Lake Cityben. Price biztos benne, hogy nagy dolgokra hivatott, míg Cunningham örül, hogy szert tett egy barátra („You And Me (But Mostly Me)”).
Ugandába érkezésükkor szembesülnek a helyi valósággal, az idegenvezetőjükkel történő találkozás után a falubeliek mindennapjaikról mesélnek a misszionáriusoknak: a rendszeres éhezésről, szegénységről, AIDS-ről és a kegyetlenkedő törzsfőnökről, elátkozva létezésüket („Fuck You, God!” / „Hasa Diga Eebowai”). Price és Cunningham találkozik a korábban Ugandába érkezett mormon misszionáriusokkal, akik a helyieket sikertelenül próbálták mormon hitre téríteni. Elder McKinley, a körzet vezetője arról a technikáról beszél nekik, amivel a mormon élet kihívásait, köztük saját szexuális elfojtásait is kezelni próbálja („Turn It Off”). Mindenki egyetért, hogy érzéseiket bármi áron rejtve kell tartaniuk. Bár Price kétkedik és zaklatott, Cunningham megnyugtatja, emlékeztetve arra, hogy biztosan nagy hatással lesznek a falu életére („I Am Here for You”).
Price biztos benne, hogy neki sikerülni fog, ami a többi mormon hittérítőnek nem, hogy hirdesse Joseph Smith, az „amerikai próféta” tanait („All-American Prophet”). Az ugandaiaknak azonban Price túl arrogáns. Térítési kísérlete után megérkezik Butt-Fucking-Naked, és elrendeli a nők rituális megcsonkítását a faluban, a helyiek tiltakozását pedig egyikük megölésével fojtja el. Eközben Nabulungi a földi paradicsom ígéretétől megigézve egy szebb életről ábrándozik („Sal Tlay Ka Siti”). A falusiak bajait Price végül nem tudja elviselni, hátrahagyja társát és kéri áthelyezését Orlandóba, miközben Cunningham egyedül próbál felnőni a feladathoz („Man Up”).

### Második felvonás
Cunningham nem sokat tud a Mormon könyvéről, ezért saját kitalált történeteivel, sci-fi elemekkel egészíti ki („Making Things Up Again”). Cunningham kreatív történetei erkölcsi választ adnak az ugandaiak napi problémáira, ennek köszönhetően kezdenek hallgatni rá. Cunningham bűntudatot érez, amiért ferdítve adja elő a hite igazságait, de úgy okoskodik, ha segít vele az embereknek, az biztosan nem lehet rossz. Eközben Price saját gyerekkori csínyeit, bűneit próbálja feldolgozni („Spooky Mormon Hell Dream”). Price meggondolja magát, és Ugandában marad. Cunningham megérkezik, és bejelenti, hogy tíz helybéli érdeklődik a mormonizmus iránt. Ezen felbuzdulva Price a tábornokhoz indul azzal az elhatározással, hogy megtérítse („I Believe”).
Cunningham megkereszteli a falubeli megtért híveket („Baptize Me”), a mormon misszionáriusok megünneplik a sikert („I Am Africa”). Price kísérlete, hogy a tábornokot megtérítse, sikertelen. Kávéba fojtja bánatát, ekkor talál rá Cunningham. Mormon vezetők érkeznek, hogy gratuláljanak nekik a sikerhez. Ünneplés közben az ugandai hívők előadják mindazt, amit Cunninghamtől tanultak („Joseph Smith American Moses”) – a mormon vezetők a torzításokon felháborodva minden misszionáriust hazaküldenek, az ugandaiakkal pedig közlik, hogy hiába tértek meg, nem mormonok. A falubeliek úgy döntenek, példabeszédként veszik Cunningham történeteit, nem szó szerinti igazságként. Price felismeri, hogy a vallásnak nem kell feltétlenül igaznak lennie ahhoz, hogy segítsen az embereken. Cunningham és Price megbékülnek, a mormonok és az ugandaiak végül együtt dolgoznak, hogy eljöjjön a földi paradicsom („Tomorrow Is a Latter Day”).

## A musicalben elhangzó dalok
| - „Hello” – Price, Cunningham és a mormon fiúk - „Two by Two” – Price, Cunningham és a mormon fiúk - „You and Me (But Mostly Me)” – Price és Cunningham - „Hasa Diga Eebowai” – Mafala, Price, Cunningham és az ugandaiak - „Turn It Off” – McKinley és a misszionáriusok - „I Am Here for You” – Price és Cunningham - „All American Prophet” – Price, Cunningham, Joseph Smith, Moróni és kórus - „Sal Tlay Ka Siti” – Nabulungi - „Man Up” – Cunningham, Nabulungi, Price és kórus | - „Making Things Up Again” – Cunningham, Cunningham apja, Joseph Smith, Mormon, Moróni és az ugandaiak - „Spooky Mormon Hell Dream” – Price és kórus - „I Believe” – Price - „Baptize Me” – Cunningham, Nabulungi - „I Am Africa” – McKinley, misszionáriusok és az ugandaiak - „Orlando” – Price - „Joseph Smith American Moses” – Nabulungi és az ugandaiak - „You and Me (But Mostly Me)” – Price és Cunningham - „Tomorrow Is a Latter Day” – Price, McKinley, Cunningham, Nabulungi és kórus - „Hello” – kórus |

## Díjak
- 2011, New York Drama Critics' Circle Awards (a New York-i színikritikusok szakmai szervezete): legjobb musical.
- 2011, Outer Critics Circle Awards (nem New York-i színikritikusok szakmai szervezete): legjobb musical.
- 2011, Drama Desk Awards: legjobb musical, zene, hangszerelés, szövegkönyv és rendezés.
- 2011, Tony-díjak: legjobb musical, forgatókönyv, eredeti zene, női mellékszereplő, díszlet, világítás, hang, rendezés és hangszerelés.

## Fordítás
- Ez a szócikk részben vagy egészben  a   The Book of Mormon (musical) című angol Wikipédia-szócikk fordításán alapul.  Az eredeti cikk szerkesztőit annak laptörténete sorolja fel. Ez a jelzés csupán a megfogalmazás eredetét és a szerzői jogokat jelzi, nem szolgál a cikkben szereplő információk forrásmegjelöléseként.